# مسجد النجادة
مسجد النجادة، وهو من مساجد العراق التاريخية الأثرية، ويقع في محلة النجادة قريبا من سوق الشيوخ في قضاء الناصرية في محافظة ذي قار، وبني في عام 1214هـ/1800م، في عهد الدولة العثمانية، على نفقة عشيرة النجادة، وأجريت عليهِ أعمال الصيانة والتعمير عدة مرات منها في عامي 1960م، و1970م. حيث كان مشيداً من جذوع النخل والجندل والطين، وبني بالجص والطابوق مع المحافظة على طابعهِ الأثري القديم، ويحتوي الجامع على مكتبة. والجامع هو أحد مراكز توزيع الإعانات للفقراء والمساكين، ولهُ دور في إغاثة المتضررين في المجاعة التي حدثت عام 1920م، وكان ملاذاً آمنا للناس في الأزمات التي مر بها العراق. وأعيد تعميره وبناؤه عام 1410هـ/1989م، وبني بمادة الطابوق والجص وبنفس التصميم القديم الذي أنشئ فيه.
وتبلغ مساحة المسجد الكلية 300م2 تقريباً، بينما تبلغ مساحة الحرم 100م2، ويتسع الحرم لأكثر من 140 مصل، ولكن لا يصلي فيهِ الآن أكثر من 40 مصل،[بحاجة لمصدر] وفيه منارة مئذنة صغيرة بارتفاع ستة أمتار ذات حوض واحد وهي منارة قديمة ومبنية من الطابوق، ويحتوي الجامع على غرفة تستخدم كمغتسل لأجل تغسيل وتكفين الموتى، ودار سكن مؤجر ملحق به، وتقام فيهِ صلاة الجمعة والصلوات الخمس، بالإضافة لإقامة دورات لتحفيظ القرآن في العطلة الصيفية للطلاب.
ومن الأئمة والخطباء الذين تعاقبوا على منصب الإمامة والخطابة فيه:
- الشيخ صادق الهيتي.
- الشيخ عدي صالح منهل.